# Kengyeltó
Kengyeltó, románul: Rafnic, horvátul: Ravnik, egy falu Romániában, a Bánságban, Krassó-Szörény megyében. Az első világháborúig Krassó-Szörény vármegye Resicabányai járásához tartozott.

## Nevének változásai
1839, 1880 Raffnik, 1863, 1873, 1890, 1900 Rafnik, 1873 Ravnik volt a település neve.

## Népessége
- 1900-ban 792 lakosából 787 volt krassován, 3 német és 2 szlovák anyanyelvű; 774 római katolikus, 16 ortodox és 2 zsidó vallású.
- 1992-ben 642 lakosából 582 volt horvát, 39 krassován, 8 cigány, 11 román és 1 német nemzetiségű, 636 római katolikus és 6 ortodox vallású.

## További információk

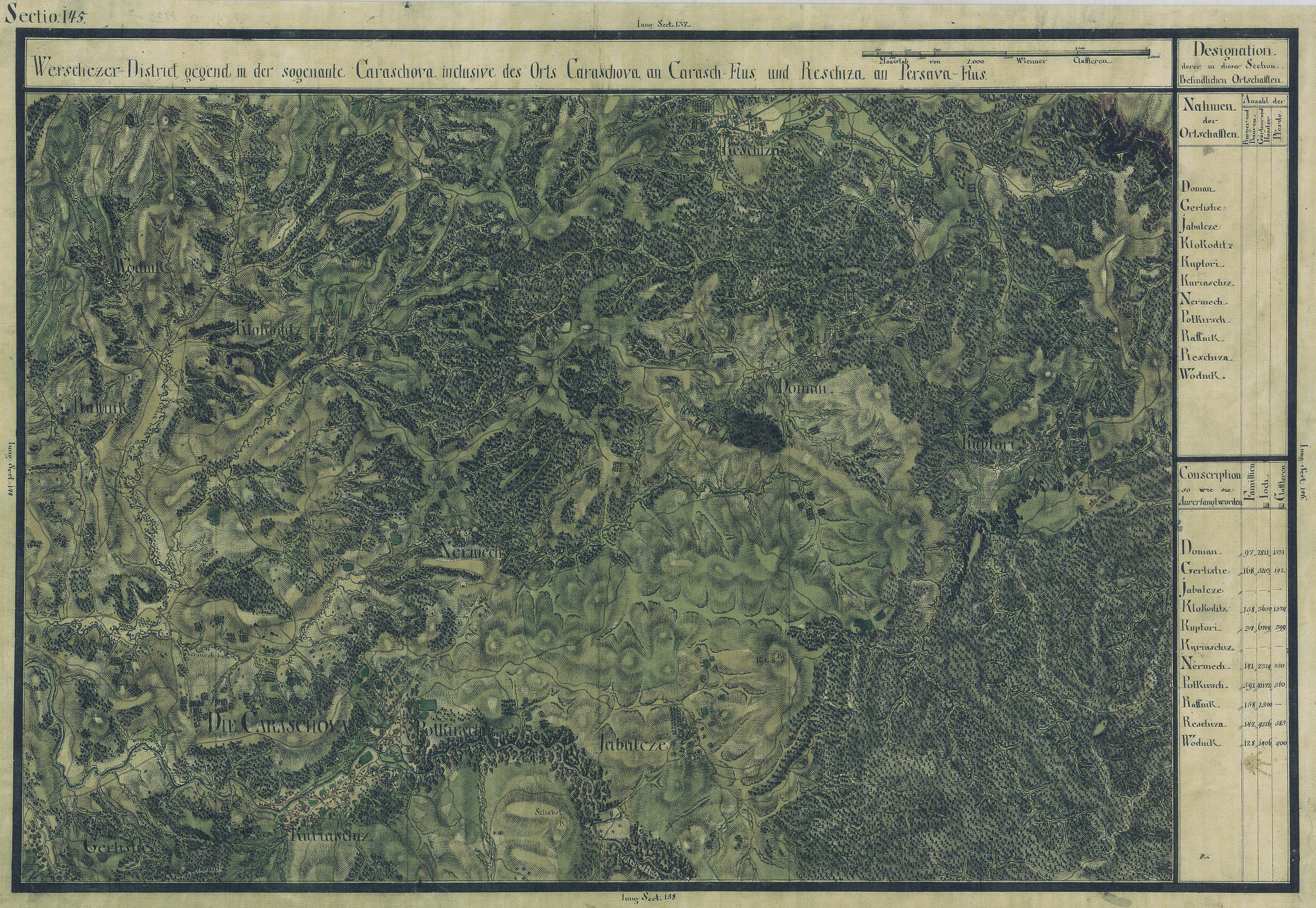
Kengyeltó egy régi térképen